# Priponești
Priponești es una comuna ubicada en el distrito de Galați, Rumania.

## Superficie
Posee una superficie de 55,50 kilómetros cuadrados.

## Demografía
Hasta 2021 la población era de 1786 habitantes, con una densidad de población de 32,18 habitantes por kilómetro cuadrado.